# Kurt Pahlen

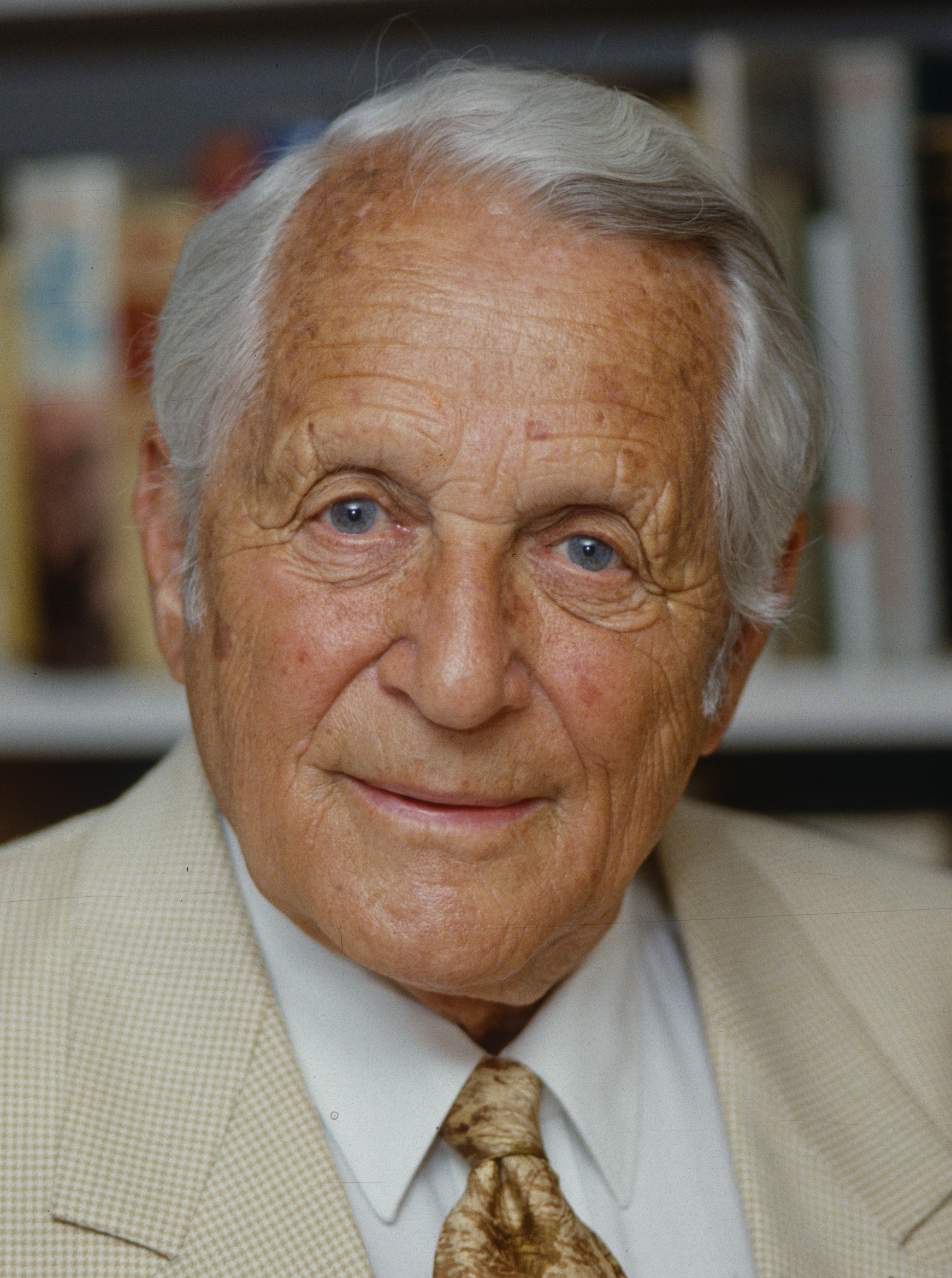
Kurt Pahlen, 1992

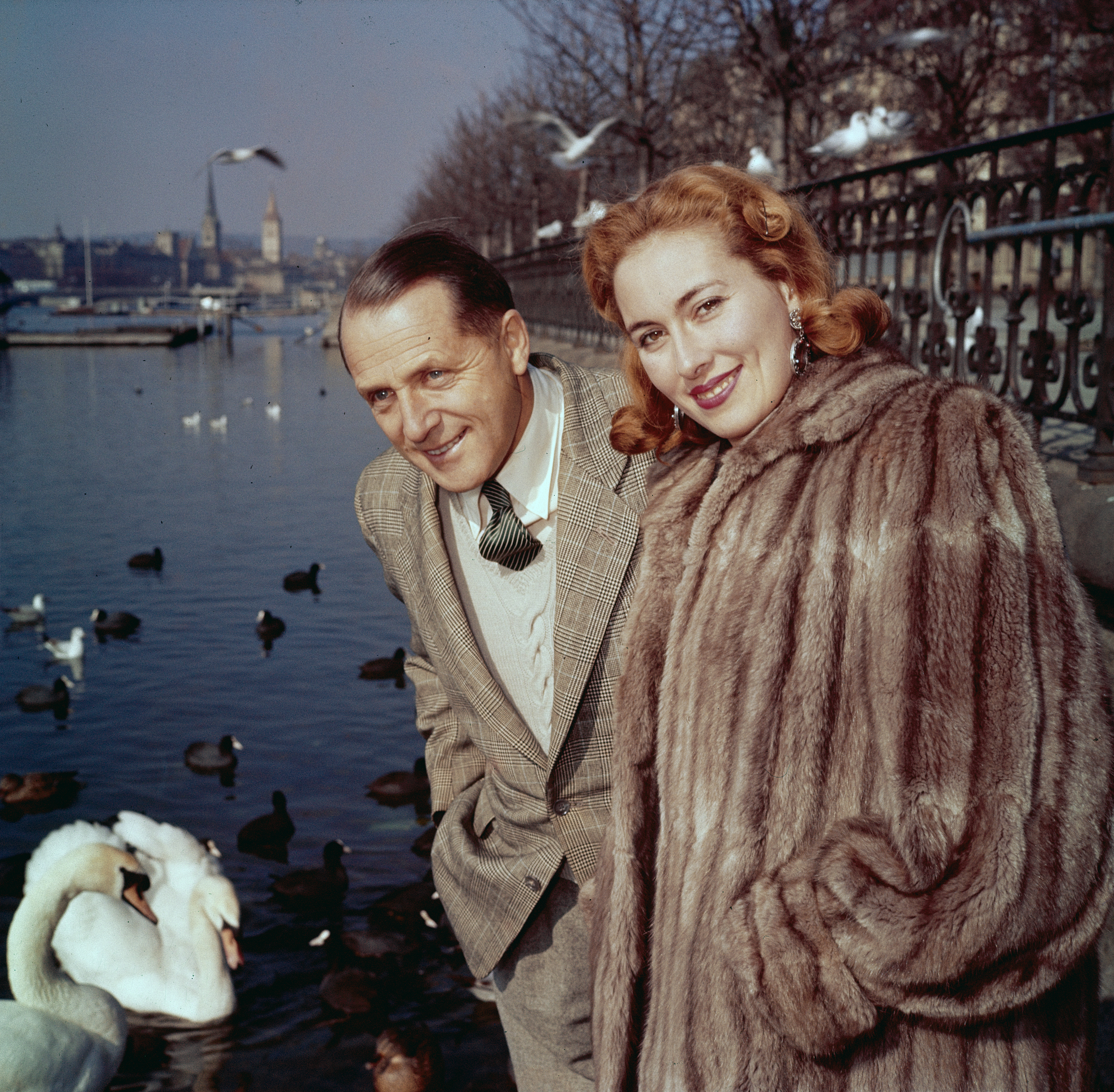
Kurt Pahlen mit der argentinischen Sängerin Myrtha Garbarini, 1958

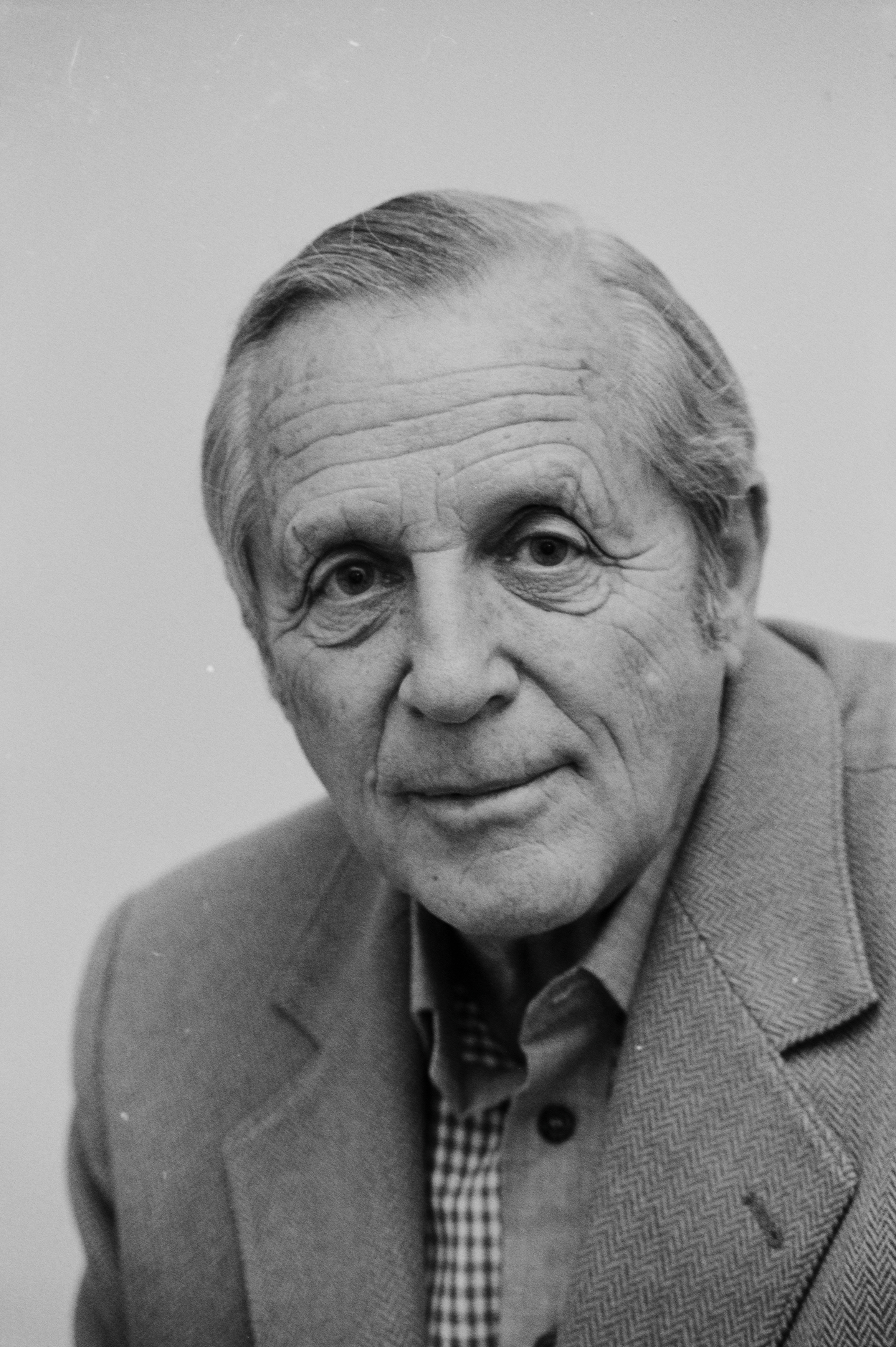
Kurt Pahlen, 1981

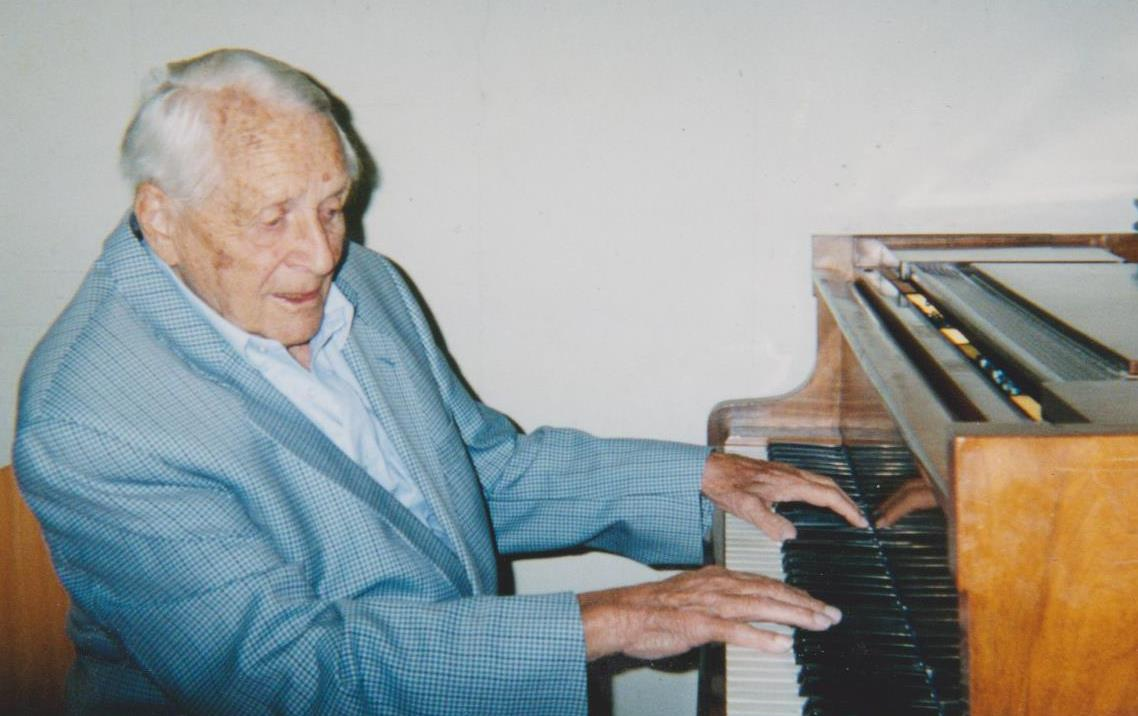
Kurt Pahlen, 2002

Kurt Pahlen (* 26. Mai 1907 in Wien; † 24. Juli 2003 in der Lenk, Berner Oberland) war ein österreichischer Dirigent und Musikwissenschaftler.

## Leben
Im Alter von sieben Jahren verlor Kurt Pahlen seinen Vater, den Liedbegleiter Richard Pahlen (1874–1914). Seine Mutter Rosine Pahlen, geb. Kuhn, heiratete in ihrer zweiten Ehe den Bankier Paul Raumann. Die Familie zog nach Berlin-Schmargendorf. Kurt Pahlen studierte in seiner Heimatstadt Wien Musikwissenschaften und Germanistik. Daneben absolvierte er eine Ausbildung zum Kapellmeister an der Musikakademie Wien. 1929 promovierte er zum Dr. phil.
Nach ersten Erfolgen als Kapellmeister der Wiener Volksoper und von den Revolutionären Sozialisten Österreichs als Chormeister geschätzt, leitete er die Musikveranstaltungen der Volkshochschule Ottakring. Er war Dirigent am Radio Wien und bei den Wiener Symphonikern und gründete ein Opernstudio am Ludo-Hartmann-Platz im Arbeiterviertel Ottakring. Obschon persönlich vom Nationalsozialismus nicht gefährdet, kehrte Pahlen 1938 von einem Aufenthalt in Zürich nicht zurück und emigrierte 1939 nach Argentinien. In Buenos Aires war er Generalmusikdirektor und Chef der Filarmònica Metropolitana, in der auch der österreichische Emigrant Estéban Eitler spielte. Pahlen ging dann als Professor an die Universidad de la República in Montevideo und war Gründer und Inhaber des Lehrstuhls für Geschichte der Musik. Viele Jahre war er Direktor des berühmten Teatro Colón in Buenos Aires; außerdem unterrichtete an der Pestalozzi-Schule Buenos Aires. In jenen Jahren befreundete er sich mit Manuel de Falla, Paul Hindemith und dem ebenfalls aus Wien stammenden Erich Wolfgang Korngold.
Nach dem Ende des „Dritten Reichs“ dirigierte Pahlen in der Wiener Staatsoper, im Opernhaus Zürich, Theater Basel, Stadttheater Bern, Badischen Staatstheater Karlsruhe und in anderen Häusern. Er musizierte mit dem NDR-Sinfonieorchester, dem Orchestre de la Suisse Romande, dem Mozarteumorchester Salzburg und anderen Orchestern. Anfang der 1970er Jahre kehrte Pahlen in die Schweiz zurück und ließ sich in Männedorf nieder. Er war Professor am Internationalen Opernstudio vom Opernhaus Zürich. Er leitete Meisterkurse und war Präsident des Forums für Musik und Bewegung in der Lenk. Er war Gastprofessor an der Universidad de Buenos Aires, der Nationalen Universität La Plata, der Universidade Federal do Rio de Janeiro, der Nationalen Autonomen Universität von Mexiko, der Benemérita Universidad Autónoma de Puebla, der Universidad de Monterrey, der Universidad Veracruzana und anderen.
Während der von ihm veranstalteten Musiktage für Kinder in der Lenk starb er an den Folgen eines Sturzes.

## Ehrungen
- 1973: Österreichisches Ehrenkreuz für Wissenschaft und Kunst I. Klasse
- 1981: Großes Bundesverdienstkreuz
- 1994: Ehrendoktorwürde der Universidad de Buenos Aires
- 2001: Großes Goldenes Ehrenzeichen für Verdienste um die Republik Österreich[4]
- Goldenes Ehrenzeichen der Stadt Wien
- Ehrenbecher des Landes Salzburg
- Ehrenbürgerschaft von Heroica Puebla de Zaragoza, Mexiko

## Veröffentlichungen
Seit 1944 schrieb Pahlen über 40 Bücher, die zum Teil in 16 Sprachen übersetzt wurden. Seine Hörfunk- und Fernsehsendungen sowie seine Einführungsvorträge bei den Salzburger Osterfestspielen, Opernfestspielen Verona, Münchner Opernfestspielen, Wiener Festwochen, Bregenzer Festspielen machten ihn einem großen Publikum bekannt. Nicht nur Opernbesucher, sondern auch Musiker, Sänger und Dirigenten schätzen die von ihm in der Reihe „Opern der Welt“ herausgegebenen Führer zu berühmten Werken des Musiktheaters.
- Musikgeschichte der Welt. Zürich 1947.
- Manuel de Falla und die Musik in Spanien. Walter, Olten 1953.
- Musiklexikon der Welt. Zürich 1956.
- Tschaikovsky. Ein Lebensbild. Stuttgart 1959.
- Musik. Eine Einführung. Zürich 1965.
- Sinfonie der Welt. 1967.
- Wir entdecken das Wunderland der  Musik. 1968
- Mensch und Musik. 1974.
- Oratorien der Welt. 1985.
- Die großen Epochen der abendländischen Musik. 1991.
- Das Buch der Volkslieder. 176 Volkslieder aus acht Jahrhunderten. 1998.
- Die große Geschichte der Musik. 2002 (überarbeitete Neuauflage von Die großen Epochen…)
- Reihe Opern der Welt – die großen Werke der Opernliteratur (ein Band zu jeweils einem bekannten Werk des Musiktheaters mit Textbuch, Einführung und Kommentar)
- Ja, die Zeit ändert viel. Mein Jahrhundert mit der Musik (Autobiographie). München 2001, ISBN 3-421-05462-2.